# Julius von Geyso
Julius August Wilhelm Eugen Franz Moritz von Geyso (* 24. Oktober 1827 in Fulda; † 30. Juli 1891 in Ober-Mansbach im Landkreis Hersfeld-Rotenburg) war Offizier in der Hessen-kasselschen Armee und Mitglied des kurhessischen Kommunallandtags.

## Leben

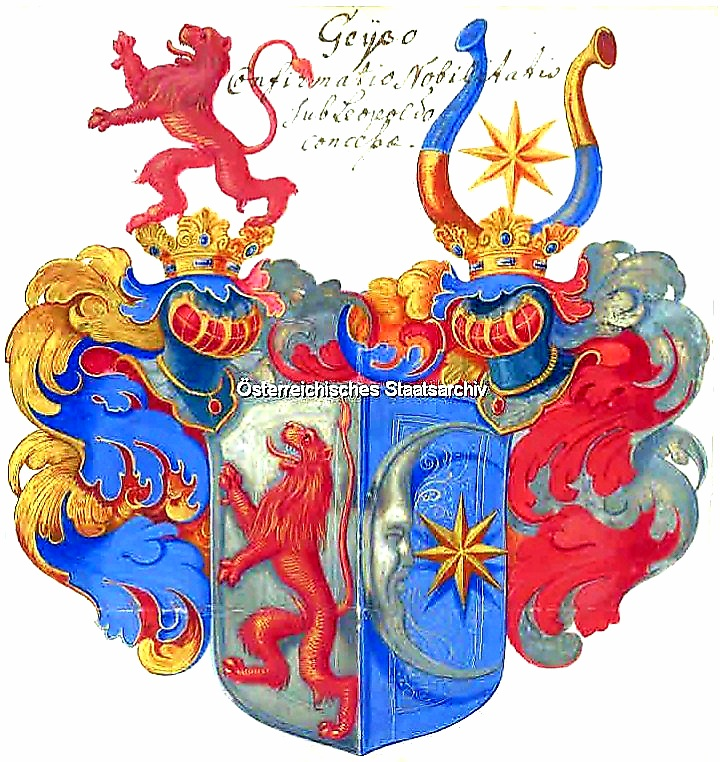
Wappen derer von Geyso

Julius Geyso war ein Sohn des Freiherrn Karl Friedrich Ludwig von Geyso
(1793–1835) und dessen Ehefrau Josephine Gutgesell (1800–1872) und hatte als hessischer Hauptmann außer Dienst im Jahre 1868 als Vertreter des Grafen Carl zu Ysenburg und Büdingen in Meerholz einen Sitz im kurhessischen Kommunallandtag des preußischen Regierungsbezirks Kassel, den er bis 1869 innehatte.

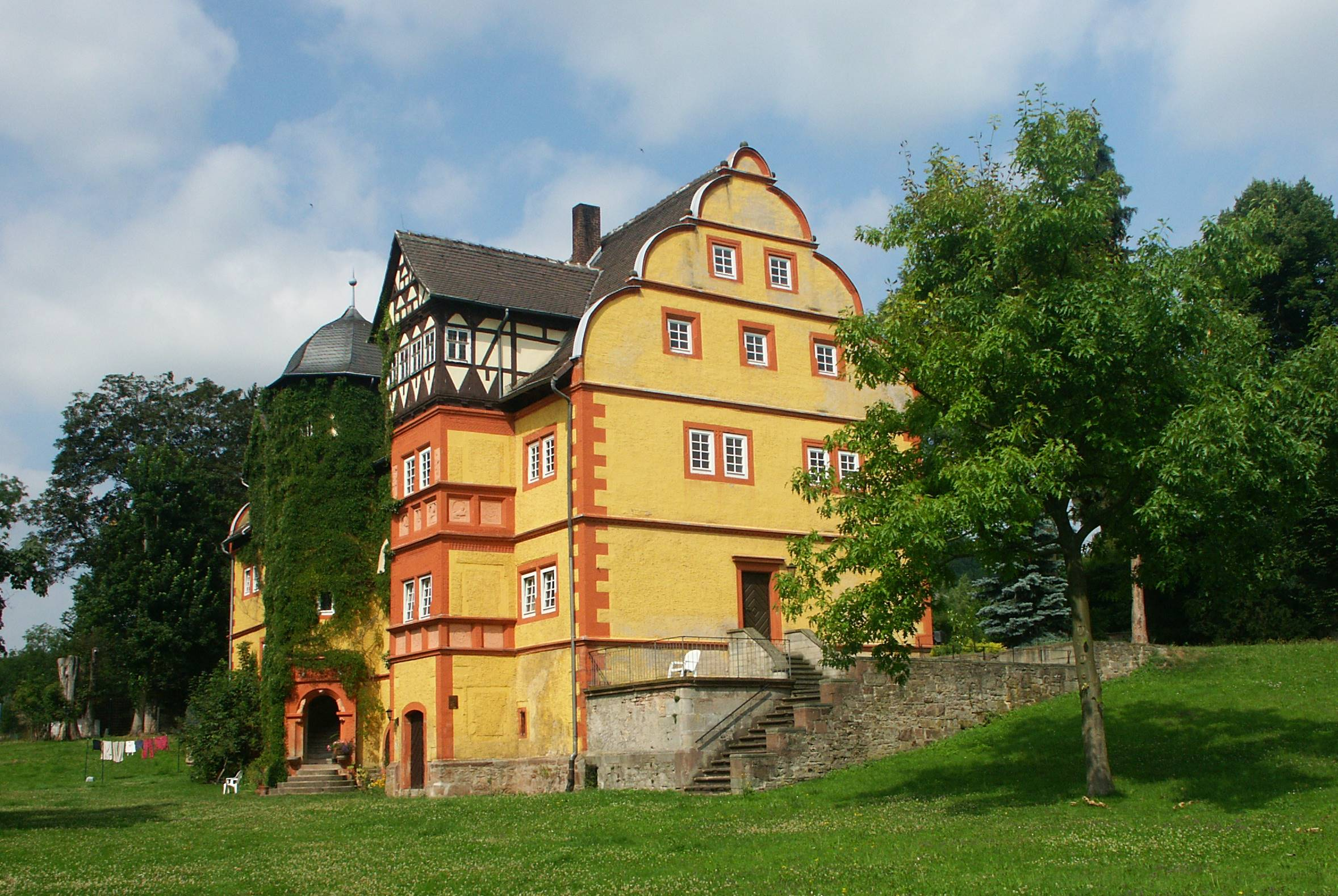
Geyso-Schloss Mansbach, Wohnsitz der Familie Geyso

Von 1875 bis 1877 saß er für den Landgrafen Ernst von Hessen-Philippsthal im Landtag.
1878 erhielt Geyso die Wahlberechtigung für die 3 Vertreter der Ritterschaft im Landtag.
Ende des Jahres 1879 trat er dem Verein für Hessische Landeskunde bei.
Geyso hatte am 5. April 1863 Anna Cramer (1845–1916) geheiratet. Aus der Ehe sind die Kinder Moritz (* 1864), Karl (* 1868) und Emma (* 1872, ∞ Oskar von Arnim) hervorgegangen.